# Desastre de Texas City

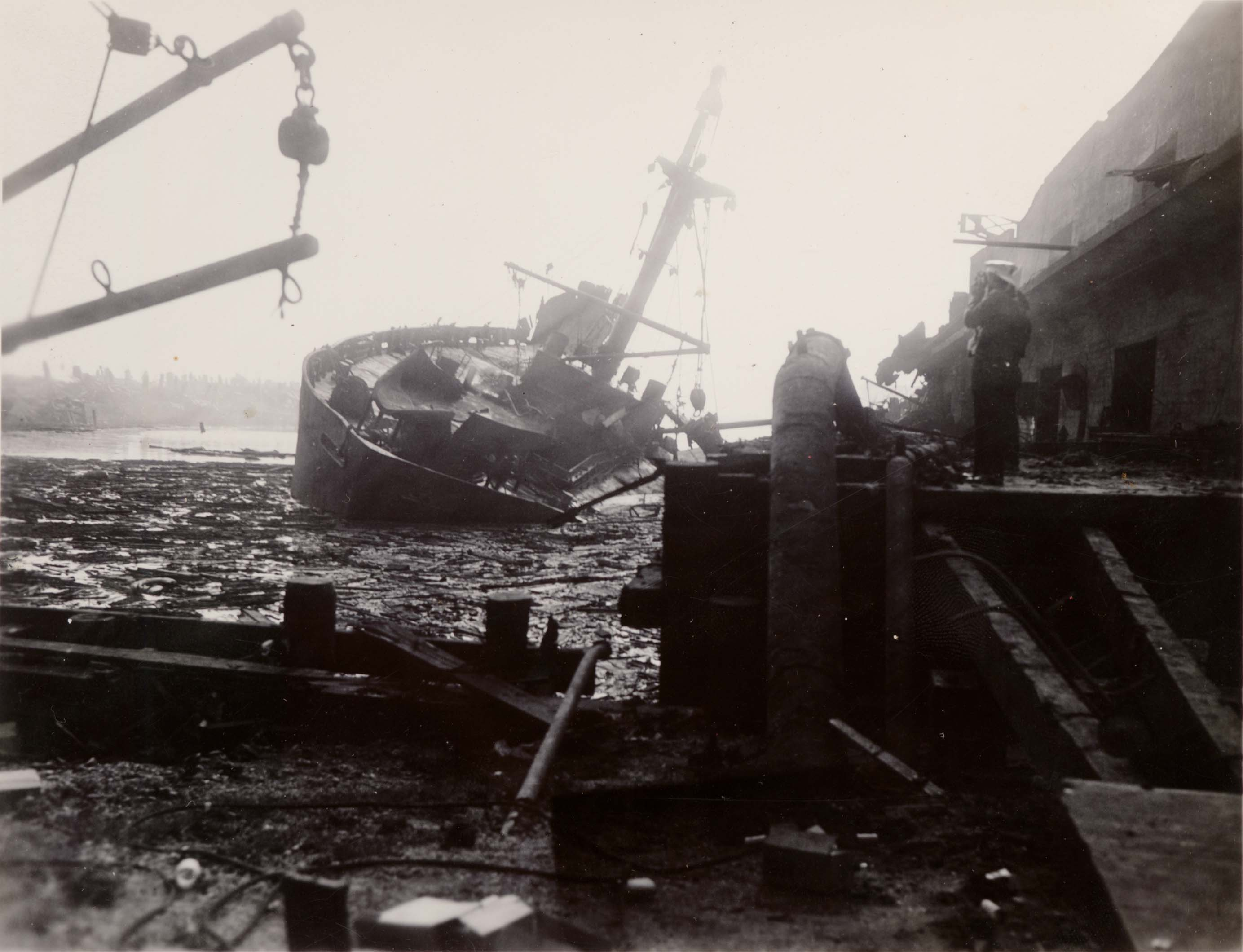
Imagem da destruição. O navio Wilson B. Keene semi-afundado após a segunda explosão.

O Desastre de Texas City (Texas City Disaster) foi uma gigantesca explosão ocorrida na manhã de 16 de abril de 1947, no porto de Texas City, Estados Unidos, a qual causou a morte de 581 pessoas e devastou grande parte da cidade.
A explosão sucedeu-se a partir de um incêndio a bordo do cargueiro francês, SS Grandcamp, atracado no porto, o qual estava carregado com 2 300 toneladas de nitrato de amônio que entraram em combustão pelo calor. Outro navio que se encontrava próximo, o SS High Flyer, igualmente carregado com aquele produto, também explodiu, gerando uma reação em cadeia de incêndios e explosões pelas várias refinarias e plantas petroquímicas situadas na área portuária da cidade.
A magnitude da explosão, ouvida a centenas de quilômetros de distância, foi tamanha que praticamente desintegrou os dois navios, danificou outros que se encontravam no porto, destruiu grande parte da cidade, principalmente a planta industrial da petroquímica Monsanto, bem como derrubou dois pequenos aviões que sobrevoavam a área.
Foi o mais mortífero acidente industrial a ocorrer na história norte-americana.

## A cidade
Texas City está localizada na costa sudoeste da Baía de Galveston, no Condado de Galveston, cerca de 14 quilômetros ao norte da cidade que dá nome ao condado e 40 quilômetros ao sul de Houston. Fundada na década de 1830 e elevada à categoria de cidade em 1911, tornou-se durante a Segunda Guerra Mundial, um importante porto de águas profundas, servido por linhas férreas que escoavam grande parte da produção do centro-oeste americano.
Ainda durante a guerra, foram construídas cinco plantas de refinarias e petroquímicas para produzir materiais necessários ao esforço bélico, incluindo combustível para a aviação de alta octanagem, estireno e borracha sintética. Nessa época, a população triplicou, passando de pouco mais de 5 mil, em 1940, para aproximadamente 15 mil pessoas por ocasião do desastre.
Segundo o censo norte-americano de 2000, a sua população era de 41.521 habitantes, sendo estimada, em 2006, uma população de 45.070 pessoas.

## Os navios
O SS Grandcamp  foi um cargueiro da Classe Liberty com 7.176 toneladas de arqueção bruta, 134,6 metros de comprimento, 17,3 metros de largura, movido a turbinas a vapor.
Construído em 1942, era originalmente denominado SS Benjamin R. Curtis, com registro no porto de Los Angeles, sendo que, naquele mesmo ano, foi enviado ao teatro do Pacífico. Após a guerra, o governo norte-americano ofereceu o navio ao governo francês para ajudar na reconstrução da Europa, tendo sido renomeado Grandcamp.
Antes de chegar em Texas City, o Grandcamp havia feito várias escalas, incluindo uma na Bélgica, onde foi embarcada uma carga de munição para armas pequenas, bem como maquinários diversos, equipamentos de perfuração, os quais foram dispostos no convés. Depois de cruzar o Atlântico, atracou em Cuba e em Houston para carregar e descarregar produtos ordinários como barbantes de fibras de sisal e amendoim, antes de atracar no pier norte (Pier “A”), em frente ao armazém "O" do porto de Texas City, para carregar uma carga de nitrato de amônio, matéria-prima utilizada na fabricação de fertilizantes.
Ancorado a cerca de 200 metros do Grandcamp, estava o SS High Flyer, carregado com 961 toneladas de nitrato de amônio  e 1 800 toneladas de enxofre. O nitrato de amônio nos dois navios e o que ainda estava depositado no armazém adjacente seria embarcado à Europa, para a utilização como fertilizante.

## A carga
O composto de fertilizantes a bordo dos navios tinha sido originalmente produzido em unidades do Departamento de Guerra, em Iowa e Nebraska. Havia sido embalado em sacos de papel de 100 quilos, misturado com uma resina para evitar o endurecimento, e, então, despachado por trem até Texas City. A temperatura relativamente alta ao longo do caminho pode ter aumentado a reatividade da substância.
Alguns estivadores lembraram que os sacos já estavam quentes quando da sua chegada no porto.
Durante a Segunda Guerra Mundial, o nitrato de amônio foi utilizado para fazer TNT, mas depois da guerra era frequentemente diluído (a 38%) e utilizado como fertilizante para a lavouras. Em sua forma mais pura, o nitrato de amônio não é inflamável, mas deve ser mantido em temperaturas frescas. Torna-se perigoso se combinado com um agente explosivo ou com substâncias voláteis, como enxofre, zinco e cobre.
À época do desastre, alguns procedimentos estabelecidos em regulamentos federais estavam sendo cumpridos relativamente ao manuseio do nitrato de amônio, porém, muitas práticas modernas de segurança ainda não existiam no setor químico. Além disso, muito pouco tinha sido investido em questões de segurança e de emergência, como no caso de contaminação química em grande escala. Em um relatório detalhado após a catástrofe, o vice-presidente da Texas City Railway Co afirmou que o manuseio do composto de nitrato de amônio era relativamente seguro, da mesma forma que o era com cimento, e que não tinha considerado todas as precauções para a transferência de carga.
É de se observar que não foi permitido o carregamento do nitrato de amônio pela autoridades portuárias de Houston.

## O incêndio
No dia do desastre, uma quarta-feira, o tempo estava excepcionalmente frio (13° Celsius), com um vento de 20 mph soprando da direção norte-noroeste.
O restante da carga do navio era composta por grandes bolas de corda de sisal, amendoim, equipamentos de perfuração, fumo, algodão, e as caixas de munições para armas de pequeno porte.
Por volta da 8h00, os estivadores que estavam no porão sentiram um cheiro de fumaça, a qual provinha, aparentemente, cerca de sete ou oito camadas de sacos abaixo de onde estavam. Nem a água, nem os dois extintores de incêndio fornecidos pelos membros da tripulação conseguiram dissipar aquele foco de incêndio. Como a área estava enchendo rapidamente com fumaça, os estivadores foram obrigados a sair do porão.
O carregamento de munição que o navio tinha apanhado na Bélgica estava acondicionado no porão nº 5 em caixas de madeira com um peso de 150 quilos cada, separadas do compartimento que estava pegando fogo por uma chapa de aço de 5/16 polegadas. Apesar de temor de uma explosão, a maior preocupação não era com o nitrato de amônio, e sim, com o restante da carga de munição que havia ficado a bordo, uma vez que os trabalhadores conseguiram remover apenas três das dezesseis caixas para fora do porão.
Pouco antes das 8:10, o comandante do Grandcamp ordenou a evacuação dos porões, uma vez que ele pretendia extinguir o fogo soprando o próprio vapor das turbinas do navio para dentro dos porões de carga, um procedimento comum para apagar o fogo sem danificar a carga.
No entanto, a medida surtiu um efeito contrário, pois os vapores emitidos liquefizeram parte do nitrato de amônio, o que pode ter gerado emissão de óxido nitroso, uma substância extremamente volátil. Também é provável que o nitrato de amônio, que também pode produzir oxigênio necessário para alimentar um incêndio, tenha impedido o vapor de encharcar as chamas. Para piorar, o óleo combustível, que ficava em tanques entre os porões nº 3 e 4, rompeu o anteparo e vazou para os sacos de nitrato de amônio, literalmente, acrescentando mais lenha à fogueira.
O Grandcamp soou um alarme que foi rapidamente ecoado pela sirene do terminal ferroviário contíguo ao porto. Em seguida, chegaram vinte e oito bombeiros em quatro caminhões do Departamento de Bombeiros Voluntários, seguidos da equipe de combate a incêndio da refinaria de petróleo Republic. O navio estava tão quente que a água disparada das mangueiras vaporizava instantaneamente em contato com o casco.
Por volta das 8h30, a crescente pressão do vapor explodiu uma das escotilhas do navio, e uma espessa coluna de fumaça cor de laranja se ergueu no céu. Atraídos por sua cor incomum e as sirenes, centenas de pessoas começaram a se reunir ao longo da cais, que acreditavam estar a uma distância segura. Espectadores notaram que a água em torno do navio já estava em ebulição com o calor, uma indicação de reações químicas em andamento. O compartimento de carga e o convés começaram a inchar com a pressão vinda do interior da embarcação.
Por volta das 9h00, labaredas irromperam pelas escotilhas, com a fumaça descrita pelos presentes como "um ouro bonito, de cor amarela" ou como "fumaça laranja no sol da manhã ... bonito de ver."

## As explosões

### Grandcamp
O fogo e a fumaça densa e brilhantemente colorida do Grandcamp podiam ser vistos por toda a cidade. Incêndios eram comuns na área do porto, o que tornava rotineiro o deslocamento dos moradores da cidade até o cais para acompanhar os eventos e a movimentação dos bombeiros. Isso pode explicar por que havia tantos espectadores presentes e, consequentemente, uma grande número de vítimas.
A temperatura da carga rapidamente aproximava-se dos 450 °C (aprox. 850 °F), ponto de explosão do nitrato de amônio. Com efeito, às 9h12, o navio explodiu lançando aos ares toda a carga, a uma altura de 2 000 a 3 000 pés. Bolas de fogo riscaram o céu, que podiam ser vistas por toda a Baía de Galveston.
A explosão foi ouvida a mais de 150 quilômetros de distância. Um nuvem gigantesca em forma de cogumelo elevou-se a mais de dois mil pés e a onda de choque derrubou dois pequenos aviões que sobrevoam nas redondezas. Uma espessa cortina de estilhaços de aço matou várias pessoas ao longo das docas.
O navio praticamente desintegrou-se, assim como os corpos dos bombeiros e da tripulação do navio que se encontravam nas vizinhanças. Uma onda de cinco metros de produzida pela detonação jogou uma barcaça de aço de grandes dimensões para terra. Fragmentos do navio, alguns pesando várias toneladas, caíram por toda volta do porto e pela cidade durante vários minutos, ampliando o leque de acidentes e danos, inclusive no centro de negócios, cerca de uma milha de distância.
Uma das âncoras do Grandcamp, pesando duas toneladas, foi arremessada a mais de dois quilômetros de distância, tendo encontrada enterrada em uma cratera de três metros de profundidade. Uma outra âncora, mais pesada (5 toneladas), foi encontrada a cerca de 800 metros do local onde se encontrava o navio. Ambas encontram-se, atualmente, expostas em um parque na entrada da cidade, assim como a hélice do High Flyer.
A maioria dos edifícios mais próximos da explosão foram destruídos, e muito mais prédios tiveram suas portas e telhados arrancados. A fábrica da Monsanto, apenas trezentos metros de distância, foi destruída pela explosão.
Nas refinarias adjacentes, numerosos tanques de armazenamento de líquidos inflamáveis e dutos condutores pegaram fogo. A carga de sisal e de algodão, a bordo do Grandcamp, caiu como bolas de fogo pela cidade, aumentando ainda mais o caos na região. As brocas de perfuração que o navio carregava, algumas delas pesando 2 700 Lb, foram encontradas a quilômetros de distância enterradas no solo.
Em Houston, a 40 quilômetros ao norte, janelas foram quebradas, assim como em Galveston, onde pessoas na rua foram jogadas ao chão. Edifícios balançaram em Baytown, quinze milhas ao norte. A coluna de fumaça pôde ser vista por motoristas que estavam ao longo da rodovia Galveston-Houston, muitos dos quais se dirigiram imediatamente a Texas City para ajudar. Na cidade, a população das partes menos afetadas – surpreendida pelo enorme poder da explosão e pela gigantesca nuvem de fumaça preta – tomou consciência de que algo terrível tinha acontecido, e correu para a área do cais. Dali, vários feridos vinham atordoados, cobertos por uma espessa camada de água preta oleosa pelo corpo.
Muitas horas de agonia se passaram antes que uma certa ordem começou a substituir o choque inicial e a confusão causada pelo evento totalmente inesperado e devastador.
Com um grande número de feridos, que lotaram rapidamente as três pequenas clínicas médicas da cidade, o auditório municipal se transformou em um centro improvisado de primeiros socorros. Em poucas horas, médicos, enfermeiras e ambulâncias começaram a chegar de Galveston e de bases militares próximas. Os feridos graves foram levados para hospitais de Galveston e, depois para as bases militares e, até mesmo, para Houston. Soldados e forças policiais das comunidades vizinhas foram enviadas ao local para manter a ordem e auxiliar na busca e salvamento de sobreviventes.

### High Flyer
Enquanto se procedia ao socorro às vítimas do Grandcamp, ninguém deu muita atenção ao High Flyer, igualmente da classe liberty, amarrado no lado sul do mesmo pier. Apenas os armazéns separavam os dois navios. Além de conter quase mil toneladas do composto de nitrato de amônio no porão nº 3, também carregava 1.800 toneladas de enxofre nos porões nº 2 e 4. Isto é importante porque o nitrato de amônio se torna muito mais volátil, quando combinado com enxofre.
Um terceiro navio, o Wilson B. Keene, encontrava-se atracado no lado norte do pier adjacente (Pier "B") e estava em um processo de carregamento de farinha. O High Flyer já havia encerrado o procedimento de embarque da carga, mas permanecera ancorado no cais para uma série de reparos.
A força da explosão do Grandcamp não chegou a danificar gravemente o High Flyer, uma vez os armazéns localizados entre eles serviram de anteparo. O deque principal e os porões permaneceram relativamente intactos, embora as escotilhas de cobre do navio tivessem sido arrancadas. Apesar disso, o impacto rompeu o navio de suas amarras, deixando-o à deriva pelo pier, o que o levou a deslizar às proximidades do Wilson B. Keene. Muitos dos tripulantes do High Flyer, embora feridos, permaneceram a bordo por cerca de uma hora até que a fumaça densa e oleosa de enxofre forçou o comandante a abandonar o navio.
À tarde, dois homens à procura de vítimas embarcaram no High Flyer e perceberam chamas provenientes de um dos porões. Temendo outro desastre, tentou-se rebocar o navio para longe do cais, a fim de minimizar os efeitos de uma segunda explosão, a qual se mostrava inevitável.  Infelizmente, os rebocadores não conseguiam mover o navio o suficientemente para longe do cais, pois algo parecia o ter prendido no lugar. Às onze da noite, rebocadores vindos de Galveston tentaram sem sucesso rebocá-lo para o meio da baía.
À 1:00 do dia 17 de abril, já era possível ver labaredas por todo o navio. As tripulações dos rebocadores, percebendo que nada mais poderiam fazer, cortaram as linhas de reboque e evadiram-se rapidamente a uma posição segura. De fato, dez minutos depois, o High Flyer desapareceu em uma explosão, que testemunhas afirmaram ter sido mais poderosa que a do Grandcamp.
Apesar de causar mais duas mortes, uma vez que o pessoal de resgate já evacuara a zona portuária, a explosão danificou ainda mais as já prejudicadas edificações do entorno, bem como atingiu outras estruturas que haviam sido popupadas da explosão do Grandcamp pela manhã.
Quando amanheceu, grandes colunas de fumaça densa e preta eram visíveis a 30 milhas de distância. Uma névoa oleosa pairou sobre a cidade e também sobre Galveston por dias, impregnando todas as superfícies expostas ao ar livre, até que, em uma semana, os focos de incêndios foram finalmente extintos por cerca de 200 bombeiros que se encontravam na cidade, alguns deles vindos de lugares bem distantes, como Los Angeles.

## Consequências
As explosões e os incêndios no porto de Texas City foram considerados o mais mortífero desastre industrial da história americana. Tal foi a intensidade das explosões e da confusão que ninguém foi capaz de estabelecer com precisão o número de mortos e feridos.

### Vítimas

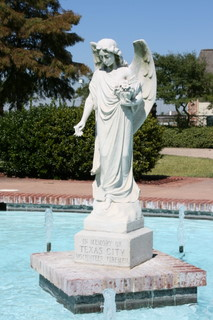
Monumento em homenagem aos bombeiros mortos no evento.

Em suas análises, a Cruz Vermelha e o Departamento de Segurança Pública do Texas contabilizaram 405 mortos identificados e outros 63 que não puderam ser identificados. Outras 113 pessoas foram classificadas como "desaparecidas", uma vez que inúmeros fragmentos de órgãos humanos não puderam ser identificados, com as técnicas da época. Outras foram reduzidas a cinzas e nenhum traço identificável de seus restos mortais jamais foi encontrado.
À exceção de um homem, toda a corporação de bombeiros da cidade desapareceu na explosão (27 homens), assim como os três membros da brigada anti-incêndio da refinaria Republic. O único sobrevivente da guarnição, Fred Dowdy, havia permanecido na central, para coordenar e organizar a chegada dos bombeiros de outras cidades. No Grandcamp, apesar de a tripulação ter abandonado o navio durante o incêndio, a grande maioria permaneceu nas redondezas quando sobreveio a explosão, causando a morte de quase todos. Sabe-se que somente sete homens da tripulação sobreviveram.
A mortalidade também foi alta dentre os espectadores no cais, assim como na fábrica da Monsanto, onde houve 234 vítimas fatais, dentre 574 pessoas que lá se encontravam. No entanto, houve sobreviventes que se encontravam bem perto, cerca de 20 metros, do local da explosão.
As estimativas dos feridos são ainda menos precisas, mas estima-se que tenham sido feridas entre 2 000 e 3 500 pessoas. Sabe-se que 1 784 pessoas deram entrada em 21 hospitais da região, com ferimentos nos mais variados graus, dentre as quais, muitas crianças de escola, feridas por fragmentos de vidros e por escombros de prédios escolares situados a quase dois quilômetros de distância. É possível que outro tanto de pessoas tenha se ferido em menor grau, sem necessidade de atendimento especializado em hospitais.
Os corpos das vítimas rapidamente lotaram o necrotério local, tendo os demais corpos sido levados para o ginásio da escola secundária, para identificação por parentes. Dos corpos recuperados, grande parte estava irreconhecível, tendo sido necessária a ajuda de um sem número de agentes funerários, bem como de estudantes de odontologia, para ajudar na identificação dos mortos através de exames de arcada dentária. O trabalho de identificação continuou até meados de junho, sob coordenação do Gabinete de Identificação de Houston, da Secretaria de Segurança Pública, e do poder judiciário local.
As 63 vítimas não identificadas foram sepultadas a 22 de junho em um parque memorial na parte norte da cidade, perto do Lago Moses, em uma pomposa cerimônia que foi assistida por quase cinco mil pessoas.

### Danos materiais

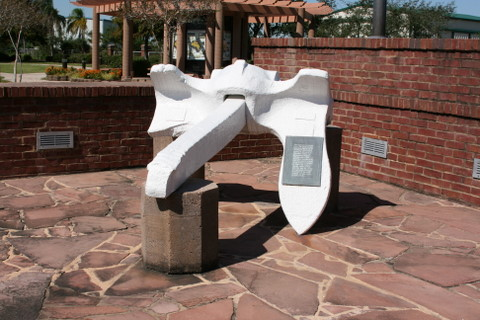
Umas das âncoras do Grandcamp exposta no Texas City Memorial Park

Os prejuízos alcançaram cerca de US$ 100 milhões (em valores de 1947), embora este valor possa estar subestimado, pois esta estimativa não incluiu os 1,5 milhão de barris de derivados de petróleo consumidos pelas chamas, avaliados em aproximadamente US$ 500 milhões em valores de 1947. A destruição da fábrica da Monsanto sozinha representou um prejuízo de cerca de 20 milhões dólares do total, tendo sido reconstruída em pouco mais de um ano.
A explosão completamente obliterou o cais e o armazém “O”, bem em frente de onde estava o Grandacamp.  No centro da cidade, a explosão também causou sérios danos, em especial, em dois teatros, cujos telhados desabaram, e na prefeitura, que sofreu danos estruturais consideráveis. Praticamente todos os danos ocorridos na área central foram causados pela onda de choque, embora tenha se observado a precipitação de fragmentos incandescentes na região.
Foram inspecionadas mais de 1 500 residências, das quais, 539 foram condenadas ou declaradas impróprias temporariamente à habitação, deixando mais de duas mil pessoas desabrigadas, agravando uma latente carência habitacional observada no pós-guerra.O terminal ferroviário adjacente ao cais foi severamente atingido, tendo sido destruídos quatro armazéns de pequeno porte, um elevador de grãos, vários outros prédios auxiliares, bem como 362 vagões de trem.
Aproximadamente 1 100 veículos foram atingidos, dos quais cerca de 600 que se encontravam no estacionamento da Monsanto e na zona portuária, e que tiveram perda total. Os demais, espalhados por toda a cidade, sofreram danos nos parabrisas devido à onda de choque ou pela precipitação de fragmentos. Todos os quatro caminhões de bombeiros da cidade foram perdidos no desastre.

## Reações e reconstrução

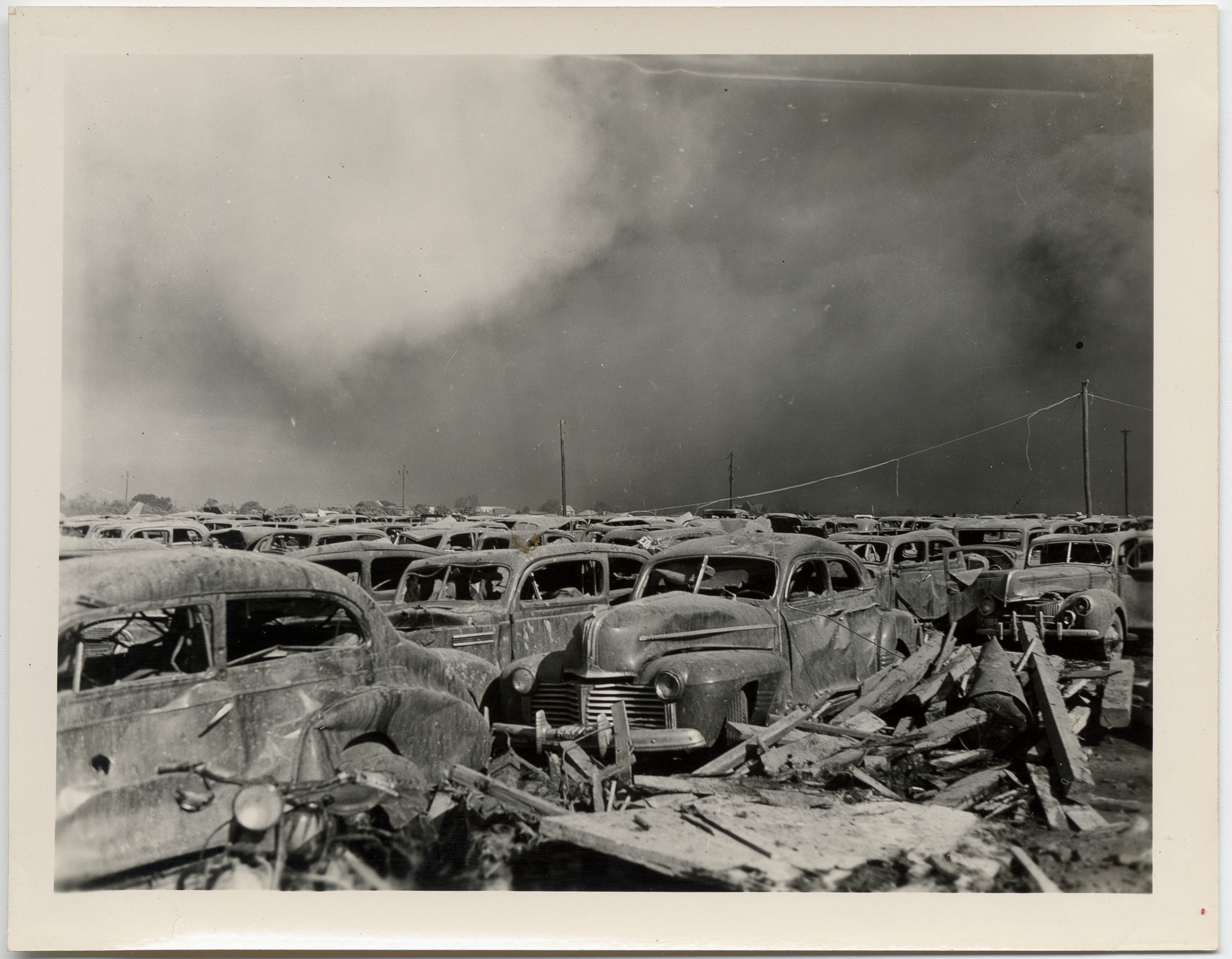
Carros destruídos no estacionamento da Monsanto.

O desastre chamou a atenção da mídia nacional. Ofertas de assistência vieram de todo o país. Vários fundos foram criados para lidar com as doações, em especial o Texas City Relief Fund, criada pelo prefeito da cidade, Curtis Trahan.
Até mesmo um conhecido mafioso de Galveston, Sam Maceo, organizou eventos beneficentes – alguns dos quais com a presença de artistas famosos como Frank Sinatra e Ann Sheridan – a fim angariar recursos para a reconstrução de moradias para os desabrigados. No final, o Texas City Relief Fund levantou mais de um milhão de dólares em valores da época.
As companhias de seguros locais, elas próprias atingidas pela explosão, criaram escritórios improvisados e, no mesmo dia do desastre, começaram a processar as reivindicações de centenas de pessoas. Os pagamentos do seguro contra incêndio alcançaram  quase quatro milhões de dólares (US$ 38,9 milhões em termos de hoje).
Poucos dias depois, as grandes empresas que tinham sofrido com o desastre anunciaram planos para a reconstrução de suas plantas industriais em Texas City e até mesmo expandir suas operações. Algumas empresas desenvolveram políticas de captação de todos os trabalhadores horistas que já haviam trabalhado nas instalações destruídas com planos para utilizá-los na reconstrução.

## O desastre nos Tribunais
Em junho de 1948, foi promulgada a Federal Tort Claims Act (FTCA), que, em uma tradução literal significa Lei Federal de Reclamações por Danos, melhor entendida com uma Lei de Responsabilidade Extracontratual do Estado, a qual permitia aos cidadãos processaram, em um tribunal federal,  o governo dos Estados Unidos em casos de danos cometidos por pessoas, servidores públicos ou não, agindo em nome do governo.
Na sequência do desastre, centenas de ações foram interpostas com fundamento naquela lei, junto ao tribunal distrital do condado. Em 1950, o tribunal local julgou procedente a ação, concluindo que o Estado havia procedido com negligência – seja própria ou decorrente de delegação a terceiros – na fabricação, embalagem e rotulagem do nitrato de amônio, agravada por falhas no transporte, armazenamento, carga, prevenção e combate a incêndios, que resultou no desastre.
Todavia, dois anos depois, um Tribunal de Apelação (2ª Instância) revogou tal decisão, fundamentando-se em uma das cláusulas de exceção da lei, a qual não conferia responsabilidade ao Estado em casos de “exercício de poder discricionário em questões vitais nacionais”. O caso chegou à Suprema Corte, que, em 1953, manteve a decisão do Tribunal de Apelação, porquanto também concluíra que todos os fatos alegados no caso foram de natureza discricionária.
Com a derrota nos tribunais, o Congresso promulgou a Lei nº 378, em 1955, a qual, baseada em regras de direito privado (responsabilidade civil), permitiu que os atingidos pelo desastre pudessem receber algum auxílio. Quando o último pedido tinha sido processado em 1957, 1.394 prêmios tinham sido pagos, totalizando quase 17 milhões dólares.